# Novocerkassk
Novocerkassk (ru. Новочеркасск) este un oraș din regiunea Rostov, Federația Rusă, cu o populație de 170.822 locuitori.